# Конюшенная площадь
Коню́шенная площадь — одна из центральных площадей Санкт-Петербурга. Расположена на пересечении набережной канала Грибоедова, Большой Конюшенной улицы и Конюшенного переулка. На площадь выходит Ново-Конюшенный мост.

## Название
Название Конюшенная площадь дано 20 августа 1739 года по Императорскому конюшенному двору Екатерины I.

## История
В 1720—1723 годах на левом берегу Мойки было построено здание Главных императорских конюшен (дом № 1). К югу от него и появилась Конюшенная площадь, которая согласно первому проекту должна была стать внутренней площадью Конюшенного двора. Изгиб здания посередине связан с изгибом реки Мойки с другой стороны здания.
Южная часть территории с 1730-х годов была отдана Придворно-Конюшенному ведомству. К 1733 году здесь выстроились мазанковые сооружения: жилые постройки, кузницы, амбары. Площадь служила местом сбора придворных выездов.
Восточную часть площади в 1740-х годах ограничил Конюшенный канал, соединивший реки Мойку и Кривушу. Сейчас он входит в состав канала Грибоедова.
До 1790-х годов Малая Конюшенная улица имела выход к Конюшенной площади. В 1794 году началось строительство нового здания для Конюшенного двора (дом № 2) в форме каре, которое перекрыло этот выход. Здесь разместились придворная конюшенная контора, экипажный комитет, квартиры чиновников и служителей, каретные сараи и музей.
При строительстве Казанского собора (в 1800-х годах) Конюшенная площадь стала слободой его строителей. Здесь были выстроены временные казармы с хлебопекарнями и кухнями примерно на 1000 человек.
Так как Конюшенная площадь продолжала быть местом сбора придворных конных выездов, именно отсюда в 1812 году отправился в действующую армию М. Б. Барклай-де-Толли.
В 1816—1823 годах Конюшенный двор перестраивался по проекту архитектора В. П. Стасова. Главным стал южный фасад. В его центре — церковь Спаса Нерукотворного образа, называемая также Конюшенной. В 1860 году в южной части площади было построено здание для Конюшенного музея (дом № 2).
В 1883 году на Конюшенную площадь перенесли часовню (архитектор Л. Н. Бенуа) с места покушения на императора Александра II, на котором началась постройка храма Воскресения Христова. В 1892 году часовня была разобрана.
С 1951 года по 20 февраля 1998 на площади существовало трамвайное кольцо со стоянкой машин. По состоянию на 2015 год здесь размещена только автостоянка

## Достопримечательности

### Конюшенное ведомство (Конюшенная площадь, дом 1)
Конюшенное ведомство или Главные императорские конюшни. Сложное по конфигурации с многоугольным двором здание в классическом стиле построено в 1720-1723 годах по проекту архитектора Н.Ф. Гербеля с главным фасадом обращенным к реке Мойке. В 1817-1823 годах здание перестроили по проекту архитектора В.П. Стасова с сохранением старых стен. Главный фасад здания перенесен к площади. Центральный объём симметричного здания — церковь Конюшенного ведомства, которая соединена двухэтажными крыльями с боковыми павильонами с лоджиями. В начале 2010-х годов здание хотели превратить в апарт-отель, но после протестов градозащитников власти отказались от этой идеи. Здание передали Государственному музею истории Санкт-Петербурга, для организации выставок и культурного пространства. 

#### Церковь Конюшенного ведомства
Церковь Конюшенного ведомства или Церковь Спаса Нерукотворного Образа при Придворно-конюшенной части. Деревянная церковь в главном здании придворных конюшен построена в 1720-1723 годах по проекту архитектора Н.Ф. Гербеля. В 1817-1823 годах здание перестроили в камне по проекту архитектора В.П. Стасова. Здание с большим куполом и двумя колокольнями, правый боковой фасад, украшен колоннадой и барельефами, изображающими Вход Господень в Иерусалим и шествие Спасителя на Голгофу. 1 февраля 1837 года в этой церкви отпевали А.С. Пушкина; из неё гроб был увезен для погребения в Святогорский монастырь, согласно завещанию поэта. Церковь закрыта в мае 1923 года и вскоре занята клубом конной милиции.  Летом 1990 года было принято решение о возвращении храма верующим.

### Ново-Конюшенный мост
Гриневицкого мост или Ново-Конюшенный мост. Железобетонный мост построен в 1967 году по проекту инженеров Ю.Л. Юркова, Л.Н. Соболева и архитектора Л.А. Носкова на месте старого деревянного сооруженного в 1880-х годах. Кованая решетка перил моста выполнена в стиле модерн.

### Мастеровой двор (Конюшенная площадь, дом 2Д, набережная канала Грибоедова, дом 3)
Комплекс Придворного конюшенного ведомства. Мастеровой двор. Пятиэтажное здание в стиле классицизма появилось в 2-й половине XVIII века. Перестроено в 1800 году по проекту архитектора Л. Руска с надстройкой второго этажа. Вновь перестроено в 1840-е годы по проекту архитектора А.И. Буржуа. На втором этаже находится Конюшенный музей, посвящённый русскому экипажному искусству.

### Конюшенный музей (Конюшенная площадь, дом 2Г)
Конюшенный музей построено в стиле необарокко в 1857-1860 годах по проекту архитектора П.С. Садовникова, входило в комплекс сооружений придворной конюшенной конторы и предназначалось для хранения придворных экипажей. Главный фасад расчленен пилястрами и тягами, украшен вазами на фигурных постаментах по модели скульптора Д.И. Иенсена, окна с барочными наличниками. После Великой Отечественной войны музей функционировал как филиал Эрмитажа. Сейчас коллекция экипажей находится в Эрмитаже.

### Придворно-конюшенное ведомство. Жилой корпус (Большая Конюшенная улица, дом 2)
Придворно-конюшенное ведомство. Жилой корпус. Дом в стиле классицизма соединён в 1800-х годах по проекту Л. Руска в единый жилой корпус. В 1840-х гг. дом переделан по проекту архитектора А.И. Буржуа, в 1899-1900 годах здание было надстроено третьим и четвёртым этажами по проекту архитектора В.М. Лопатина.

### Доходный дом И.А. Жадимировского (Большая Конюшенная улица, дом 1)
Доходный дом И.А. Жадимировского построен в стиле эклектики в 1849 году по проекту архитектора Н.П. Гребёнки.

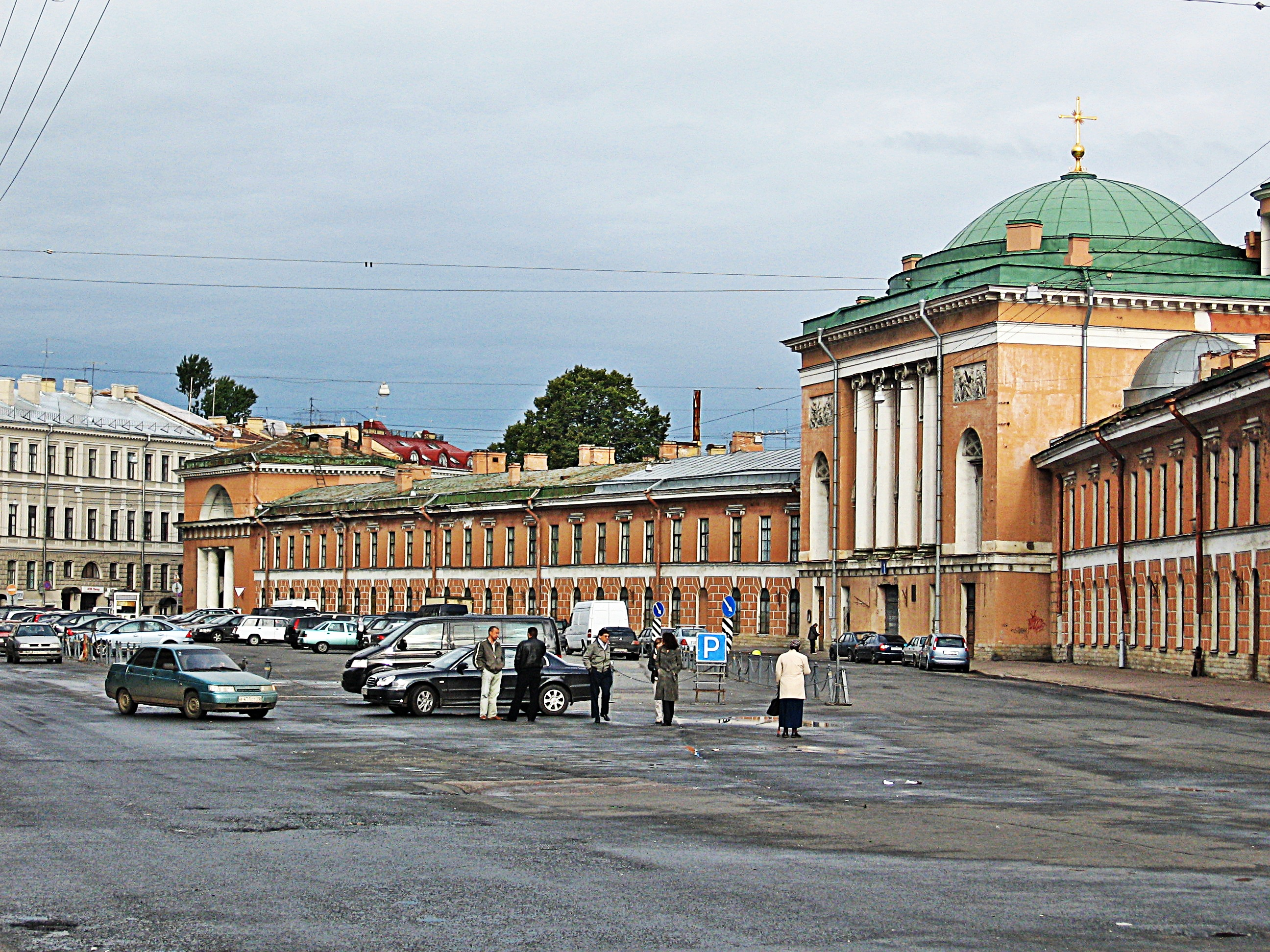
Церковь Конюшенного ведомства
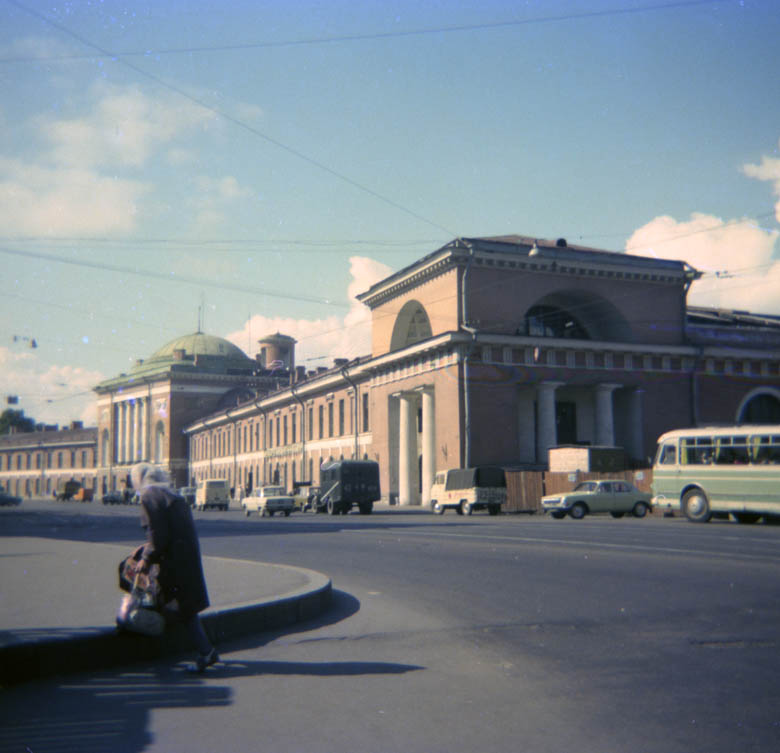
Конюшенное ведомство
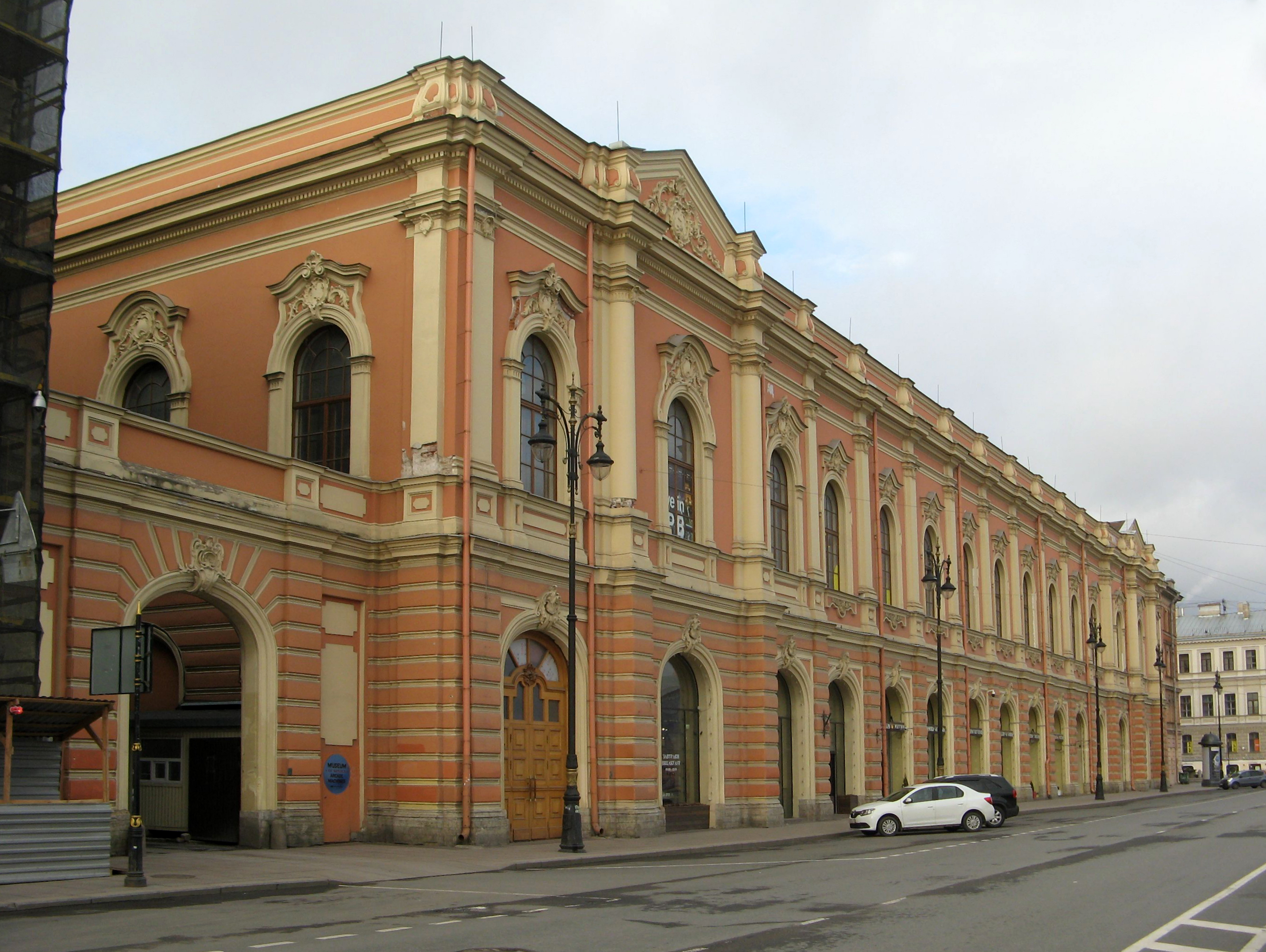
Конюшенный музей
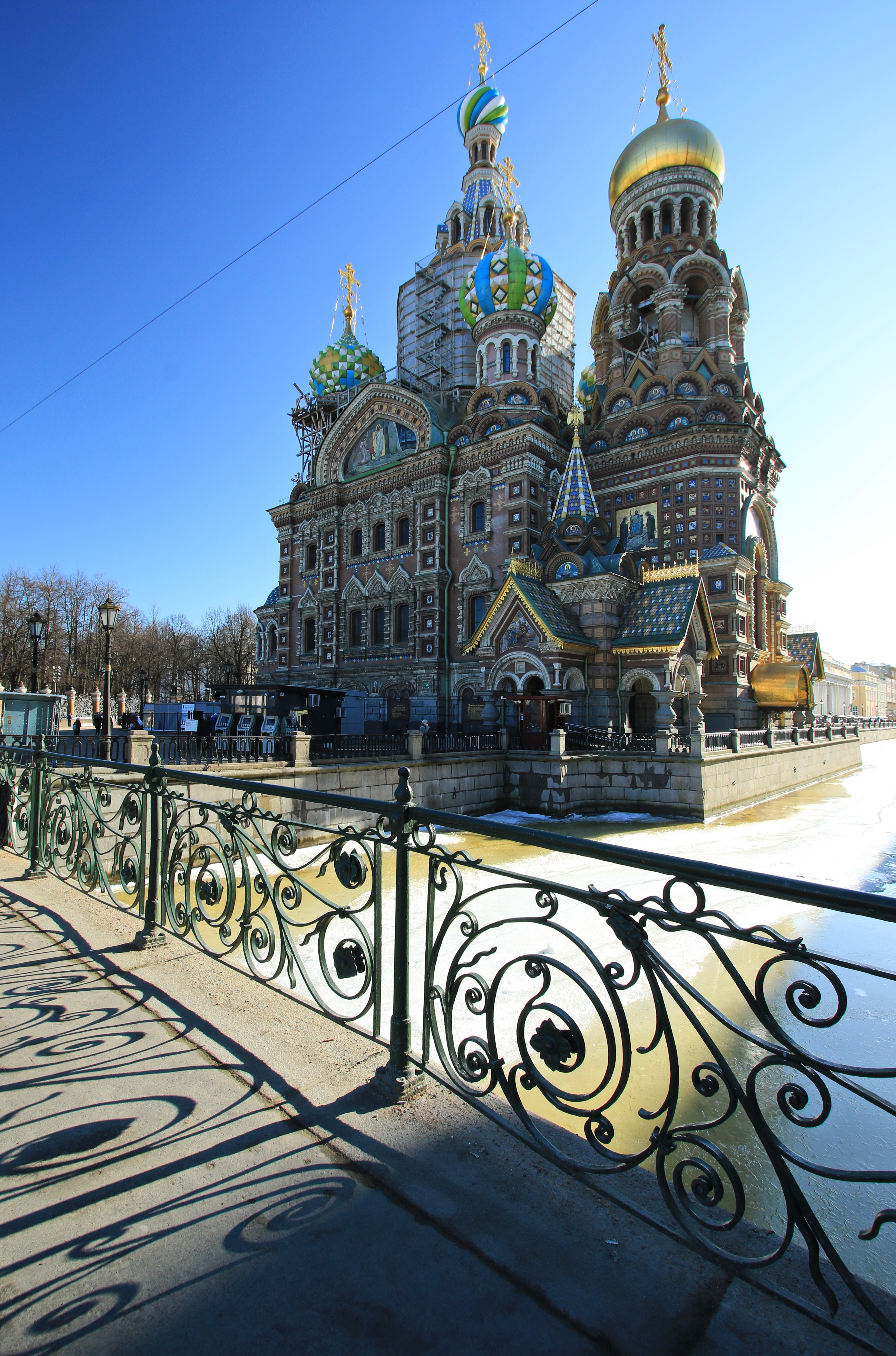
Ново-Конюшенный мост на фоне «Спаса на крови»

## Транспорт
Ближайшие станции метро к площади:  Гостиный двор (пешком до площади 1,2 км),  Адмиралтейская(1,2 км).
Трамвай: С 1933 года до 1951 года через площадь, Большую Конюшенную улицу до Невского проспекта осуществлялось трамвайное движение; но после демонтажа трамвайных путей на Невском проспекте в 1956 году трамвайная линия была сокращена до Конюшенной площади.20 февраля 1998 года на месте парковки находилась конечная станция «Конюшенная площадь» (маршруты 51, 53)